# Новопавловка (Миллеровский район)
Новопа́вловка — исчезнувший хутор в Миллеровском районе Ростовской области России. Находился на территории современного Туриловского сельсовета (напротив современного хутора Венделеевка, по реке Полная).

## История
С ноября 1924 года — в составе Туриловского сельсовета. По данным Всесоюзной переписи населения 1926 года — в Донецком округе Мальчевско-Полненского района Северо-Кавказского края РСФСР; 48 дворов, население — 238 человек (103 мужчины и 135 женщин); все жители — украинцы.

## Религия
Жители хутора относились к приходу Туриловской церкви в пос. Туриловка.